# Щурков, Игорь Сергеевич
Игорь Сергеевич Щурков (род. 21 февраля 1941) — советский хоккеист и тренер.

## Биография
Родился 21 февраля 1941 года. В начале 1950-х годов был принят на работу в Ленмясокомбинат, где в 1955 году начал играть в хоккей с шайбой. В 1959 году был принят в состав ХК «Спартак» Ленинград, где играл до 1960 года. В 1960—1975 годах играл в СКА. Провёл более 530 матчей и забросил 107 шайб. В 1968 и 1971 годах был стал финалистом Кубка СССР, в 1971 году стал третьим призёром чемпионата СССР. Победитель турнира на приз газеты «Известия» в 1967 году. Был одним из лучших хоккеистов ХК СКА за всё время. В 1975 году перешёл на тренерскую работу и тренировал СДЮШОР СКА, ХК СКА, СКА-2. Работал преподавателем физкультуры в ВИФК.
Мастер спорта международного класса. Заслуженный тренер РФ.
Штандарт с именем Щуркова (№ 15) поднят в Галерею славы СКА под своды Ледового дворца.